# Prefectura de Fukushima
Fukushima (福島県 Fukushima-ken) és el nom d'una prefectura del Japó, situada en la regió de Tōhoku a l'illa de Honshu, amb capital a la ciutat del mateix nom.

## Enllaços externs

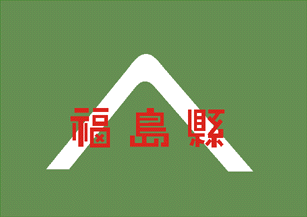
Bandera 1951-1968

## Ciutats
Hi ha 12 ciutats a la prefectura:
- Aizuwakamatsu
- Date
- Fukushima
- Iwaki
- Kitakata
- Koriyama
- Minamisoma
- Nihonmatsu
- Shirakawa
- Soma
- Sukagawa
- Tamura